# 夏仲烈
夏仲烈（1933年—），诸暨市同山古竹人，中华人民共和国政治人物。
毕业于同文中学，曾任浙江省人大常委会办公室主任。后担任浙江省公安厅副厅长、厅长，浙江省高级人民法院院长、最高人民法院咨询委员会委员。1992年9月，授予副总警监。